# Società Sportiva Perugia 1928-1929
Questa voce raccoglie le informazioni riguardanti la Società Sportiva Perugia nelle competizioni ufficiali della stagione 1928-1929.

## Stagione
Il Perugia, inserito nel girone umbro del campionato di Terza Divisione assieme ai corregionali di Foligno e Tiferno e ai laziali del Rieti, concluse il torneo in vetta alla classifica, a pari merito con il club folignate che proprio quell'anno faceva il suo debutto ufficiale.
Tale circostanza rese necessario uno spareggio tra le due squadre per designare la promozione al torneo di Seconda Divisione dell'anno seguente, gara che si disputò ad Arezzo e si concluse con la vittoria dei biancazzurri di Luigi Boggio per 1-0, coi biancorossi puniti da un'autorete del loro estremo difensore Mazzaranghi. I grifoni, che si classificarono dunque al secondo posto, in quella stagione presentarono la seguente formazione-tipo: il succitato Mazzaranghi; Flovanardi, Scotti; Rosini, Campari, Bartolini; Vitalesta, Ferrarin, Boggio, Guidelli e Parrini.

## Divise
| Casa |

## Rosa
| N. |                   | Ruolo | Calciatore        |
| -- | ----------------- | ----- | ----------------- |
|    | Italia (bandiera) | P     | Mazzaranghi       |
|    | Italia (bandiera) | D     | Flovanardi        |
|    | Italia (bandiera) | D     | Scotti            |
|    | Italia (bandiera) | C     | Rosini            |
|    | Italia (bandiera) | C     | Ciro Campari      |
|    | Italia (bandiera) | C     | Jacobis Bartolini |

| N. |                   | Ruolo | Calciatore         |
| -- | ----------------- | ----- | ------------------ |
|    | Italia (bandiera) | A     | Giuseppe Vitalesta |
|    | Italia (bandiera) | A     | Ferrarin           |
|    | Italia (bandiera) | A     | Boggio             |
|    | Italia (bandiera) | A     | Guidelli           |
|    | Italia (bandiera) | A     | Parrini            |

## Risultati

### Campionato
| Città di Castello 4 marzo 1929 ?ª giornata                               | Tiferno   | 1 – 3                   | Perugia |  |
| \| \| \| \| \| Pazzagli s.t.’ \| Marcatori \| ? p.t.’ ? p.t.’ ? s.t.’ \| |           |                         |         |  |
|                                                                          |           |                         |         |  |
| Pazzagli s.t.’                                                           | Marcatori | ? p.t.’ ? p.t.’ ? s.t.’ |         |  |

| Foligno 16 aprile 1929 4ª giornata             | Foligno   | 1 – 0 | Perugia |  |
| \| \| \| \| \| Pagliari 77’ \| Marcatori \| \| |           |       |         |  |
|                                                |           |       |         |  |
| Pagliari 77’                                   | Marcatori |       |         |  |

| Perugia 23 aprile 1929 5ª giornata | Perugia | vitt. Perugia – | Tiferno |  |

| Perugia 30 aprile 1929 6ª giornata | Perugia | 0 – 0 | Foligno |  |